# Lissabon-Ripper
Bei dem Lissabon-Ripper (portugiesisch: Estripador de Lisboa) handelt es sich um einen bis heute unidentifizierten mutmaßlichen Serienmörder, dem von 1992 bis 1993 drei Frauenmorde in Lissabon zugeschrieben werden.

## Opfer
Bei den Opfern handelte es sich stets um junge drogenabhängige Prostituierte, die der Täter erwürgte und dann mit einer Glasscherbe ausweidete. Keines der Opfer wurde vergewaltigt.
- Beim ersten Opfer handelt es sich um die 22-jährige Maria Valentina, sie wurde am 31. Juli 1992 in Póvoa de Santo Adrião gefunden. Sie wurde erwürgt und innere Organe wurden entfernt.[3]
- Das zweite Opfer war die 24-jährige Maria Fernanda, sie wurde am 27. Januar 1993 in Entrecampos gefunden. Auch ihr wurden innere Organe entfernt.[3]
- Das dritte Opfer war die 27-jährige Maria João, sie wurde am 15. März 1993 in der Nähe des Fundortes des ersten Opfers gefunden, auch ihr wurden innere Organe entnommen.[3]

## Verdächtiger
Als Täter wurde 2011 José Pedro Guedes vermutet, als sein Sohn Joel für eine Reality Show angab, den Lissabon-Ripper zu kennen. Vor seiner Verhaftung teilte José Pedro Guedes der Zeitschrift Sol Details über die Morde mit. Guedes könnte aber für die Taten gar nicht zur Verantwortung gezogen werden, da diese nach portugiesischem Recht nach 15 Jahren verjähren.
Guedes wurde Ende 2011 inhaftiert und eines Mordes in Aveiro aus dem Jahr 2000 angeklagt, im Januar 2013 jedoch freigesprochen und nach 13 Monaten Haft in die Freiheit entlassen.